# Igor Kralevski
Igor Kralevski (en macédonien : Игор Кралевски) est un footballeur international macédonien né le 10 novembre 1978.

## Palmarès
Rabotnički Skopje
- Champion de Macédoine en 2005 et 2006.

 Makedonija Skopje
- Champion de Macédoine en 2009.

 Metalurg Skopje
- Vainqueur de la Coupe de Macédoine en 2011.

 Teteks Tetovo
- Vainqueur de la Coupe de Macédoine en 2013.

## Sélections
- 3 sélections et 0 but avec l'équipe de Macédoine entre 2005 et 2010.